# Бардина, Василиса Алексеевна
Василиса Алексеевна Бардина (род. 30 ноября 1987, Москва) — российская теннисистка; победительница шести турниров ITF (три — в одиночном разряде).

## Общая информация
Василиса = одна из двух дочерей Алексея и Светланы Бардиных; её сестру зовут Таисия.

## Спортивная карьера
Уроженка Москвы в теннисе с семи лет; лучший элемент игры — подача; самые удобные покрытия — грунт и трава. На корте предпочитает действовать у задней линии.
В 2000—2003 годах Василиса участвовала в соревнованиях старшего юниорского тура, войдя в первую сотню местного рейтинга и приняв участие в крупном турнире в Милане.
С 2003 года Бардина принимала участие в соревнованиях протура, а через год были сыграны первые финалы и выигран первый титул на этом уровне: на небольшом турнире в Нигерии. В октябре 2005 года россиянка впервые приняла участие в квалификации турнира WTA, отметившись на турнире в Бангкоке. А год спустя — в июне, на Открытом чемпионате Франции — Василиса попробовала свои силы и в квалификации турнира Большого шлема. Первая попытка оказалась неудачной, но уже на Уимблдоне Бардина впервые сыграла в основе на этом уровне, пройдя в финале отбора Барбору Стрыцову. Далее летом россиянка преодолела отбор на турнирах Цинциннати, Стэнфорде, Сан-Диего, Лос-Анджелесе и на Открытом чемпионате США, а осенью записала на свой счёт четыре полуфинала на средних и крупных турнирах федерации в Китае и ОАЭ. По итогам года Василиса поднялась из третьей сотни на 74-ю строчку. В этот же период Бардина регулярно играла парные соревнования, выиграв несколько титулов в туре федерации. На Уимблдоне россиянка попробовала свои силы в квалификации турнира Большого шлема, а в Цинциннати дебютировала на турнирах WTA.
В 2007 году Василиса из квалификации пробилась в свой дебютный финал на турнирах WTA: в Хобарте, уступив титул Анне Чакветадзе. В дальнейшем Бардина пробовала играть турниры в Юго-Восточной Азии и США, но выиграла лишь несколько игр, а после Уимблдона и вовсе взяла длительную паузу в выступлениях, ссылаясь на перелом правой голени. В парах в этот период россиянка регулярно выигрывала матчи на соревнованиях WTA, а в мае — в Страсбурге, вместе с Верой Душевиной — пробилась в свой первый полуфинал на турнирах WTA.
В 2008 году Василиса пробовала вернуться в протур, но за восемь турниров выиграла лишь один матч. В 2019—2012 годах попытки продолжились, но какого-либо успеха не имели. В 2015—2016 годах Бардина несколько турниров возвращалась в протур, выступая в парных турнирах вместе c Анжеликой Исаевой.

## Рейтинг на конец года
| Год  | Одиночный рейтинг | Парный рейтинг |
| 2016 |                   | 1 051          |
| 2012 | 973               |                |
| 2011 | 721               |                |
| 2008 | 960               |                |
| 2007 | 146               | 138            |
| 2006 | 74                | 483            |
| 2005 | 248               | 471            |
| 2004 | 446               | 609            |
| 2003 | 812               |                |

## Выступления на турнирах

### Финалы турнировWTAв одиночном разряде (1)

#### Поражения (1)
| Легенда:                    |
| --------------------------- |
| Турниры Большого Шлема (0)  |
| Олимпиада (0)               |
| Итоговый чемпионат года (0) |
| 1-я категория (0)           |
| 2-я категория (0)           |
| 3-я категория (0)           |
| 4-я категория (0)           |
| 5-я категория (0)           |

| Титулы по покрытиям | Титулы по месту проведения матчей турнира |
| ------------------- | ----------------------------------------- |
| Хард (0)            | Зал (0)                                   |
| Грунт (0)           | Зал (0)                                   |
| Трава (0)           | Открытый воздух (0)                       |
| Ковёр (0)           | Открытый воздух (0)                       |

| №  | Дата           | Турнир            | Покрытие | Соперница в финале | Счёт       |
| 1. | 12 января 2007 | Хобарт, Австралия | Хард     | Анна Чакветадзе    | 3-6 6-7(3) |

### Финалы турнировITFв одиночном разряде (8)

#### Победы (3)
| Легенда:         |
| ---------------- |
| 100.000 USD (0)  |
| 75.000 USD (0)   |
| 50.000 USD (0)   |
| 25.000 USD (2+1) |
| 10.000 USD (1+2) |

| Титулы по покрытиям | Титулы по месту проведения матчей турнира |
| ------------------- | ----------------------------------------- |
| Хард (1+2)          | Зал (0)                                   |
| Грунт (2+1)         | Зал (0)                                   |
| Трава (0)           | Открытый воздух (3+3)                     |
| Ковёр (0)           | Открытый воздух (3+3)                     |

| №  | Дата            | Турнир         | Покрытие | Соперница в финале | Счёт        |
| 1. | 30 октября 2004 | Лагос, Нигерия | Хард     | Йеннифер Шмидт     | 6-1 6-3     |
| 2. | 9 апреля 2006   | Пелем, США     | Грунт    | Анда Перяну        | 6-1 6-4     |
| 3. | 16 апреля 2006  | Джексон, США   | Грунт    | Стефани Дюбуа      | 4-6 6-2 6-0 |

#### Поражения (5)
| №  | Дата            | Турнир           | Покрытие   | Соперница в финале   | Счёт           |
| 1. | 27 июня 2004    | Протвино, Россия | Хард       | Елена Чалова         | 2-6 1-6        |
| 2. | 28 августа 2005 | Москва, Россия   | Грунт      | Алиса Клейбанова     | 2-6 2-6        |
| 3. | 4 сентября 2005 | Балашиха, Россия | Грунт      | Алла Кудрявцева      | 6-2 5-7 4-6    |
| 4. | 15 января 2006  | Тампа, США       | Хард       | Тиффани Дабек        | 7-5 6-7(3) 3-6 |
| 5. | 12 февраля 2006 | Мидленд, США     | Хард (зал) | Мария-Эмилия Салерни | 3-6 6-3 4-6    |

### Финалы турнировITFв парном разряде (5)

#### Победы (3)
| №  | Дата             | Турнир            | Покрытие | Партнёрша      | Соперницы в финале               | Счёт        |
| 1. | 21 сентября 2003 | Сиди-Фредж, Алжир | Грунт    | Ева Валкова    | Лиза Перейра Йеннифер Шмидт      | 7-5 6-2     |
| 2. | 27 июня 2004     | Протвино, Россия  | Хард     | Юлия Воробьёва | Мария Гугель Елена Чалова        | 6-3 6-2     |
| 3. | 26 марта 2006    | Реддинг, США      | Хард     | Аша Ролле      | Елена Балтача Евгения Савранская | 5-7 7-5 6-4 |

#### Поражения (2)
| №  | Дата         | Турнир                | Покрытие | Партнёрша        | Соперницы в финале                  | Счёт       |
| 1. | 4 июля 2004  | Красноармейск, Россия | Хард     | Юлия Воробьёва   | Екатерина Бычкова Василиса Давыдова | 6-7(4) 0-6 |
| 2. | 10 июля 2005 | Дармштадт, Германия   | Грунт    | Ярослава Шведова | Ванесса Хенке Лаура Зигемунд        | 4-6 2-6    |